# Myrcia batistana
Myrcia batistana är en myrtenväxtart som beskrevs av Joáo Rodrigues de Mattos. Myrcia batistana ingår i släktet Myrcia och familjen myrtenväxter. Inga underarter finns listade i Catalogue of Life.